# 典璧尼嘛仁波切
典璧尼嘛尊者，本名何振義，1937年生於台灣台北。是藏傳佛教寧瑪派、薩迦派及格魯派三大法王印證的金剛乘上師。顯密融通並精研儒、道經典。在全台廣設佛光堂弘揚佛法，並於1999年在淡水成立普照寺。

## 生平
典璧尼嘛尊者(1937年-2004年12月31日)，本名何振義，台灣台北人。從小喜讀書，七歲讀彙音寶鑑；八歲讀人生必讀；九歲讀昔時賢文、三字經；十五歲，讀四書、千字文；十七歲，研究古傳記歷史、古聖事跡。二十六歲研究大藏經。三十歲開始講經說法。
1987年得到藏傳寧瑪派頂果親哲法王之印證。並賜予代表圓滿五佛智的五方佛冠，是至高無上的殊勝。
1988年在印度薩迦大學，受到第四十一任薩迦法王之印證。並到達蘭薩拉會見法王達賴喇嘛，法王為尊者灌頂，並囑咐仁波切於漢地廣大弘揚密法。
1999年在淡水創立普照寺，弘揚佛法，廣度眾生。
2004年12月31日圓寂，享年68歲。生前寫偈、詩、讚、法語一萬餘首。

## 著作
- 【牟尼季刊】 1~100期：1990~2004，牟尼文化有限公司。
- 【佛說八大人覺經要解】：典璧尼嘛仁波切講述，釋照明整理，釋善鈺編輯。2018，晁明出版社，ISBN 978-986-91246-4-5
- 【密海藏珍（一）】：典璧尼嘛仁波切遺稿，2015，牟尼文化有限公司。
- 【四十八願解密】：典璧尼嘛仁波切遺稿，2018，牟尼文化有限公司。